# Volta ao Besaya
A Volta ao Besaya (em espanhol Vuelta al Besaya),  é uma corrida de ciclismo espanhola disputada no mês de junho em Cantábria. Criada em 1987, põe à prova unicamente os corredores juniores (menos de 19 anos).
Desde 2016, uma prova é organizada igualmente para as ciclistas cadetes (menos de 17 anos).

## Palmarés

### Juniores
| Ano  | Ganhador                    | Segundo           | Terceiro                 |
| ---- | --------------------------- | ----------------- | ------------------------ |
| 1987 | José Manuel Uria            | Ignacio Piñera    | José Ángel Vidal         |
| 1988 | Miguel Ángel Sánchez García | Ignacio Piñera    | Juan Manuel Escudero     |
| 1989 | Marcos Serrano              | Borja Izkara      | Javier Pascual Llorente  |
| 1990 | José Manuel Movellan        | Denis Kassimtsev  | Agustín Ares             |
| 1991 | Denis Kassimtsev            | Dirk Müller       | Antonio Suárez           |
| 1992 | Juan Cetulio                | Roberto Heras     | Francisco M. Auvay       |
| 1993 | David Bernabéu              | Carlos Robles     | Alberto Ibáñez           |
| 1994 | Nacor Burgos                | Luis A. Delgado   | Enrique Exposito         |
| 1995 | Christian Lorenz            | Saúl Barrigón     | Frank Bötzen             |
| 1996 | Hugo Carrio                 | David Muñoz       | Carlos Redondo           |
| 1997 | Sebastian Lang              | Benjamín Noval    | Diego González           |
| 1998 | Sérgio Paulinho             | Torsten Hiekmann  | Patrik Sinkewitz         |
| 1999 | David de la Fuente          | Irakli Abramyan   | José Alberto Benítez     |
| 2000 | Antonio Olmo                | Didac Ortega      | Aitor Hernández          |
| 2001 | Luis León Sánchez           | David Muntaner    | Oleksandr Kvachuk        |
| 2002 | Mikhail Ignatiev            | Nikolay Trusov    | Anton Mindlin            |
| 2003 | José Joaquín Rojas          | Víctor Rodríguez  | David Abal               |
| 2004 | David Abal                  | Thomas De Gendt   | Alexander Maul           |
| 2005 | Florentino Márquez          | Alberto Ramos     | Pablo Martín             |
| 2006 | Joris Wagemans              | Jan Van Eepoel    | Yaroslav Malaxov         |
| 2007 | Víctor Cabedo               | Dominik Eberle    | Miguel Ángel Lucena      |
| 2008 | Miguel Ángel Lucena         | Jordi Simón       | Ramón Domene             |
| 2009 | Ibai Salas                  | Shaun-Nick Bester | David Diañez             |
| 2010 | Bob Jungels                 | Evgeny Shalunov   | Kirill Sveshnikov        |
| 2011 | Alexey Ryabkin              | Alexey Rybalkin   | Evgeny Zateshilov        |
| 2012 | Cristian Rodríguez          | David Casillas    | Iván García              |
| 2013 | Cristian Rodríguez          | Álvaro Cuadros    | Christofer Jurado        |
| 2014 | Jorge Iván Gómez            | Diego Sevilla     | Miguel Ángel Ballesteros |
| 2015 | Jhonatan Narváez            | Juan Pedro López  | Joan Ruiz                |
| 2016 | Daniel Viegas               | Íñigo Elosegui    | João Almeida             |
| 2017 | Eugenio Sánchez             | Rafael Pineda     | Abner González           |
| 2018 | Alex Martín                 | Carlos Rodríguez  | Sinuhé Fernández         |
| 2019 | Carlos Rodríguez            | Juan Ayuso        | Raúl García Pierna       |

#### Vitórias por países
| Vitórias País |            |
| ------------- | ---------- |
| 22            | Espanha    |
| 3             | Rússia     |
| 2             | Alemanha   |
| 2             | Portugal   |
| 1             | Bélgica    |
| 1             | Luxemburgo |
| 1             | Colômbia   |
| 1             | Equador    |

### Cadets
| Ano  | Ganhador         | Segundo         | Terceiro           |
| ---- | ---------------- | --------------- | ------------------ |
| 2016 | Carlos Rodríguez | Jon Barrenetxea | Fernando Álvarez   |
| 2017 | Carlos Rodríguez | Pablo Gutiérrez | Alejandro Piquero  |
| 2018 | Juan Ayuso       | Adrián Requena  | Francesc Bennassar |